# 天主教納卡拉教區
天主教納卡拉教區（拉丁語：Dioecesis Nacalana）是莫桑比克一個羅馬天主教教區，屬楠普拉總教區。
教區成立於1991年11月11日，位於楠普拉省北部，2004年有教友276,000人（佔轄區總人口13.1%）、廿二個堂區、卅四名司鐸。現任教區主教為熱爾馬諾·格拉沙內。